# Christina Simon (Grafikerin)
Christina Simon (* 12. Dezember 1963 in Weißenfels an der Saale, heutiger Burgenlandkreis) ist eine deutsche Druckgrafikerin und Kunstpädagogin.

## Leben und Werk
Simon wuchs in einem protestantischen Elternhaus in Markröhlitz bei Goseck auf. Ihr Vater war Werkzeugmacher. Von 1982 bis 1987 studierte sie Mathematik und Kunst auf Lehramt an der Pädagogischen Hochschule Erfurt, wo Rudolf Franke einer ihrer Lehrer war. Von 1992 bis 1997 folgte ein zweites Studium der Religionspädagogik in Naumburg (Saale) und Halle (Saale). Ihre künstlerische Entwicklung vollzog sich zunächst im Malzirkel der Buna-Werke in Schkopau, anschließend in den Druckwerkstätten der Burg Giebichenstein und in der Siebdruckwerkstatt des Hallenser Künstlers Bernd Demmig. Simon lehrt die Fächer Mathematik, Kunsterziehung und Religion am Goethegymnasium Weißenfels.
In den 1990er Jahren gründete und organisierte Simon in Weißenfels einen Gesprächskreis, der sich unter ihrer Leitung im neuen Jahrtausend zum permanenten interdisziplinären Kunst- und Kulturprojekt Brand-Sanierung entwickelte und seit 2009 auf der Basis eines gemeinnützigen Vereins arbeitet. Die Brand-Sanierung, in der sich neben Simons eigenem Atelier auch Ausstellungsräume befinden, verknüpft unterschiedliche Ausdrucksformen der bildenden und darstellenden Künste, der Gegenwartsliteratur mit Wissenschaft und Kulturpolitik. Wechselnde Ausstellungen präsentieren entweder die Arbeiten professioneller bildender Künstler oder von Schulklassen aus mehreren Bildungseinrichtungen in Weißenfels. Lesungen, musikalische Darbietungen, wissenschaftliche Vorträge und Diskussionen ergänzen die Ausstellungen. Der Verein will zeitgenössische Kunst auf der Basis landes- und europaweiter Beziehungen präsentieren, um das kulturelle Leben der Region im südlichen Sachsen-Anhalt über ihre Grenzen hinaus zu etablieren. Werkstattgespräche, Lehrerfortbildungen und Schülerprojekte sollen die lokale kunstpädagogische Arbeit fördern.
2011 wurde Simon der Ehrentitel „Verdiente Bürgerin der Stadt Weißenfels“ zugesprochen. 2024 war sie die zweite Preisträgerin des mit 2.000 € dotierten Georg-Christoph-Biller-Preises des Burgenlandkreises. 2025 wurde ihr das Bundesverdienstkreuz am Bande verliehen.

## Ausstellungen
Personalausstellungen
- 2020 „AMSTERDAM“ / AGALAB Amsterdam
- 2019/20 „Von Mythen und Märchen aus uralten Zeiten“, Musikschule Warstein
- 2018 „Dreiklang: BAUM“ / BRAND-SANIERUNG Weißenfels
- 2018 „Das Hohelied Salomonis“ / Drüggelter Kunststückchen/Westfalen
- 2016 „Liebe-Leiden-Rebellieren“ / Moritzkirche Naumburg; Rastenberger Kunst-Herbst e.V.
- 2015 Bilder und Skulpturen / Galerie CCE Leuna (mit Irene Buchanan und Rainer Henze)
- 2015 Linolschnitte / Galerie Radicke Sankt Augustin/Bonn
- 2014 „Vom Abbild zum Urbild“ / Dom zu Zeitz
- 2014 „antike & christliche Mythen“ / ARTE Altstadt-Hotel Fulda
- 2014 „Elisabeth-Landgräfin von Thüringen, Dienerin, Heilige“ / Sparkasse Weißenfels
- 2013 „Linolschnitte von Rudolf Franke und Christina Simon“ / Druckereimuseum der Stadt Erfurt
- 2012/13 „IKONEN“ / St.-Moritzkirche Halle; Kunstforum im Roncallihaus des Bistums Magdeburg; BRAND-SANIERUNG Weißenfels; Dom und St.-Martin-Haus zu Erfurt
- 2012/13 „SIMON & BARNICKEL“ / Museum im Kleihues-Bau Kornwestheim; Museum im Schloss Weißenfels
- 2012 „Geh mit den Königen, du meine Herde“ / St.-Anna-Kirche Pettstädt
- 2011/12 „PALIMPSEST“ zur griechischen Mythologie / BRAND-SANIERUNG Weißenfels; Landesschule Pforta
- 2011 „Ahnen der Reformation“ / Stadtkirche zu Wittenberg
- 2010 „PALIMPSEST“ – Werkauswahl / Kulturamt „Altes Amtsgericht“ Langen
- 2010 „Maria aber stand draußen vor dem Grab und weinte“ / BRAND-SANIERUNG Weißenfels
- 2008/2009/13 Mechthild von Magdeburg „Gott grüße euch, Frau Minne.“ St.-Sebastian-Kirche Magdeburg; Moritzkirche Halle (Saale); Weißenfels; Kloster St. Marien zu Helfta; St.-Elisabeth-Krankenhaus Schwandorf; Romanische Kapelle Drüggelte/Soest; Literaturhaus Magdeburg; St.-Wenzels-Kirche Naumburg
- 2006/2007 „Elisabeth-Landgräfin von Thüringen, Dienerin, Heilige“, St.- Elisabeth-Gemeinde Budapest / St.- Franziskus-Kirche; Museum Schloss Neuenburg/Freyburg; St.-Elisabeth-Krankenhaus Lengenfeld unterm Stein; Dom und Severikirche zu Erfurt; St.-Elisabeth-Kirche Marburg; St.-Elisabeth- und St.-Barbara-Krankenhaus Halle (Saale); Lange Nacht der Wissenschaften Martin-Luther-Universität Halle-Wittenberg; Bischof-Benno-Haus Schmochtitz; St.-Andreas-Kirche Goseck; Elisabethheim und Herz-Jesu-Kirche Schwandorf/Bayern
- 2006 „ANKUNFT und weiter…“ / Dom zu Zeitz
- 2005 „Jenseits der Grenzen der Erkenntnis“ / Kleine Synagoge Erfurt und Dom zu Erfurt
- 2005 „Der Prophet Jona – ein Zyklus“ / BRAND-SANIERUNG Weißenfels
- 2004 „Mächtige Namen“- Gestalten der Bibel / Canstein Bibelzentrum Halle (Saale)
- 2004 „Bäume-Stimmen-Räume“/ Museum Burg Querfurt und BRAND-SANIERUNG (3) Weißenfels
- 2003 „über-setzen, was heißt das“/ BRAND-SANIERUNG (2) Weißenfels
- 2002 „Mediterrane Flora“ / BRAND-SANIERUNG(1) Weißenfels
- 2001 „Intervalle“ / Stadtsparkasse Weißenfels
- 1999 „Hochformat – Querformat“ / Museum Weißenfels auf Schloss Neu-Augustusburg
- 1998 „… davon Wein wimmelt“ / Museum Schloss Neuenburg Freyburg/U.
- 1997 „Du(o)ra“ / Museum Schloss Lützen
- 1997 „Dura“ / Galerie Witzleben Frankfurt (Oder)
- 1996 „Samana“ / Museum Burg Querfurt
- 1994 Weißenfels / Galerie und Vereinshaus
- 1992 Naumburg / Ideenschmiede
- 1989 Erfurt / Pädagogische Hochschule

Ausstellungsbeteiligungen/Projekte
- 2020 „EDITION BASEL“ / Papiermühle Basel
- 2020 „Women`s ART 8“ / Galerie KONTRASTE Horn-Millinghausen/Erwitte
- 2018 „Das Hohelied Salomonis“ / Galerie am Brühl/Zell im Wiesenthal
- 2018 „Der Sonnengesang des Echnaton“ / BRAND-SANIERUNG Weißenfels
- 2018 VIII. Triennale Sachsen-Anhalt Süd / Museum Schloss Zeitz
- 2017 „Das Hohelied Salomonis“ / Moritzkirche Halle
- 2015 „Das Hohelied Salomonis“ / BRAND-SANIERUNG Weißenfels
- 2014 VII. Triennale Sachsen-Anhalt Süd / Museum Schloss Neu-Augustusburg Weißenfels
- 2011 12 Grad Ost – VI. Triennale Sachsen-Anhalt-Süd / Museum Schloss Merseburg
- 2008 „Bilder-Fluss-Delta“ / Sparkasse Weißenfels
- 2007 „Purpuflamme an Schweinfurter Grün“ / Pikanta e.V. Kunstverein Leipzig
- 2005 „Durch-Blick“ / Staatliche Galerie Moritzburg Halle
- 2002 III. Triennale Sachsen-Anhalt/Süd im Museum Schloss Merseburg
- 2000 „TRINOM“ / Goethegymnasium Weißenfels
- 1999 II. Triennale Sachsen-Anhalt/Süd im Museum Schloss Moritzburg Zeitz
- 1998 Landtag Magdeburg; Rolltreppenkaufhaus Halle (Saale)
- 1996 Landratsamt Weißenfels
- 1996 Galerie „AAA“ Ascona/Schweiz
- 1996 I. TriennaleSachsen-Anhalt/Süd im Museum Weißenfels auf Schloss Neu-Augustusburg
- 1992 Heinrich-Schütz-Haus, Weißenfels
- 1991 Halle (Saale), Peißnitz
- 1990 Romanisches Haus Bad Kösen
- 1989–1991 Kulturhistorisches Museum Schloss Merseburg; Staatliche Galerie Moritzburg Halle (Saale); Museum Schloss Bernburg